# Cheillophota nigra
Cheillophota nigra är en fjärilsart som beskrevs av George Thomas Bethune-Baker 1908. Cheillophota nigra ingår i släktet Cheillophota och familjen nattflyn. Inga underarter finns listade i Catalogue of Life.